# 稠李巢蛾
稠李巢蛾（Yponomeuta evonymella）是屬於巢蛾科的一种蛾类。稠李巢蛾的體長為8到12毫米，翅展为16至25毫米。稠李巢蛾最早于1758年由瑞典自然学家卡尔·林奈描述。稠李巢蛾可以在整个欧洲和亚洲北部和东部地区被发现。稠李巢蛾的幼蟲能吃光一整棵樹木。成蟲具有趨光性。

## 图片

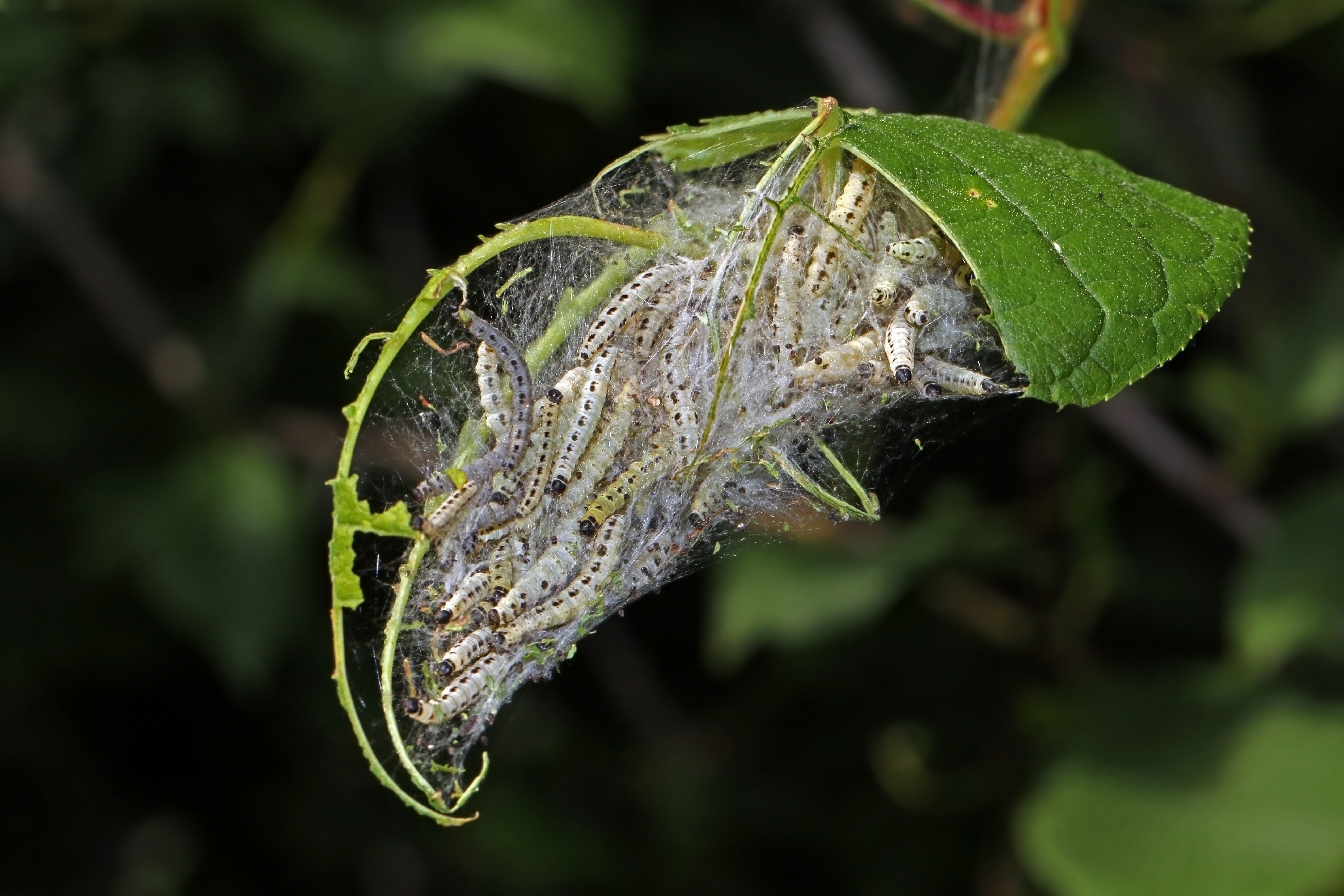
爱沙尼亚北部拉海马国家公园的一只稠李巢蛾毛虫